# Capleton

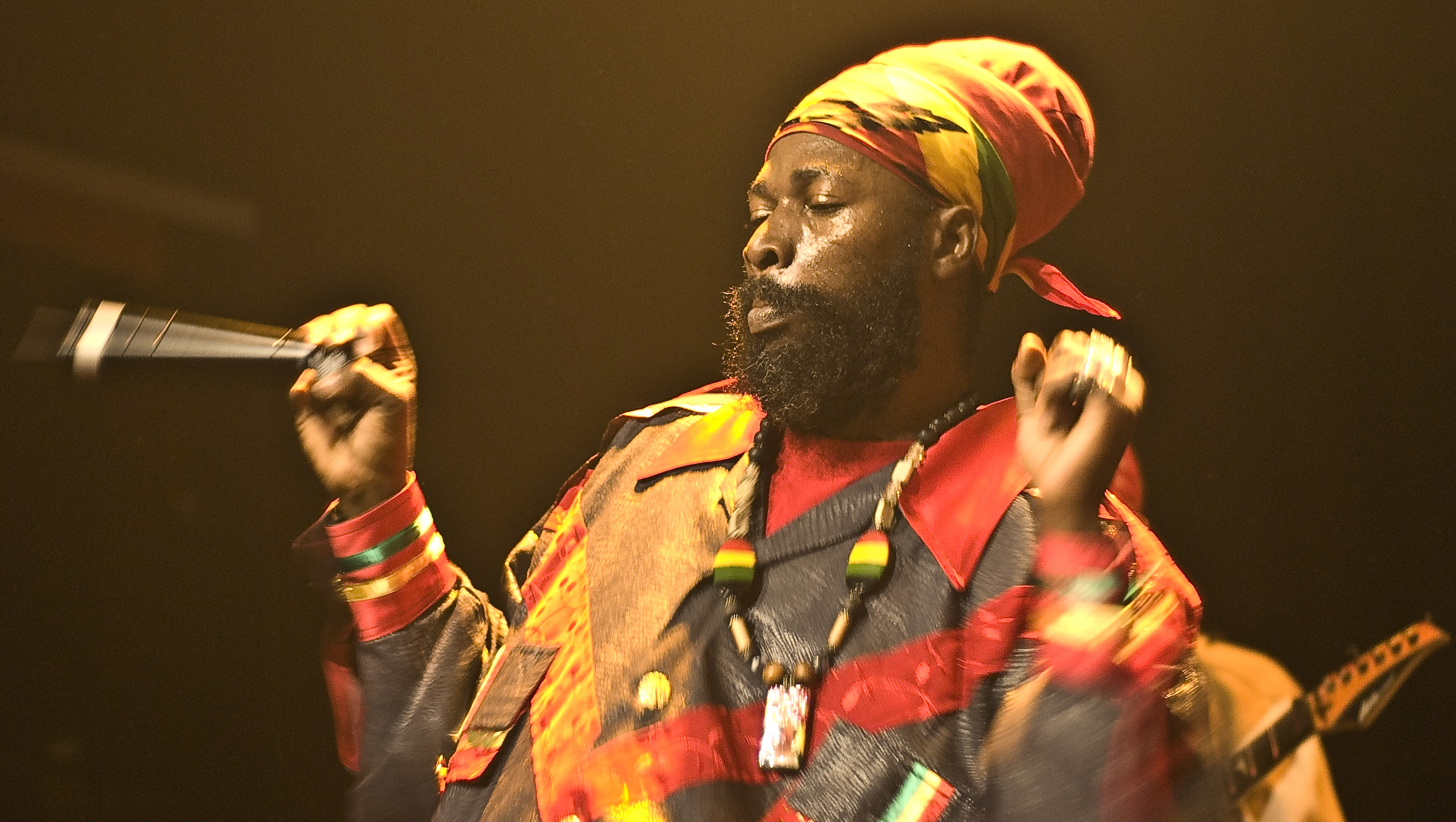
Capleton am 13. November 2008 in Spanien

Capleton, Pseudonym von Clifton George Bailey III, (* 13. April 1967 im Saint Mary Parish) ist ein jamaikanischer Reggaesänger.

## Leben
Capleton begann 1990 seine Karriere als Reggae- und Dancehall-Deejay.
Größeren Erfolg konnte Capleton mit dem Lied Tour verbuchen, welches im Rahmen eines Hip-Hop-Remixes auch in den US-Charts vertreten war. So erhielt Capleton auch kurzzeitig einen Vertrag mit Def Jam und es kam zu Kollaborationen mit einigen Rappern wie etwa Game oder dem deutschsprachigen Azad.
2000 erreichte er mit der Hymne Jah Jah City einen weiteren Meilenstein seiner Karriere. Mit den darauf folgenden Alben More Fire (2000), Still Blazin'  (2002) und Reign Of Fire (2004) konnte Capleton weitere Erfolge feiern.
Capleton ist ein Mitglied der sogenannten Bobo-Ashanti-Bewegung, einer Gruppe der Rastafari-Bewegung, welche sich auf Prince Emmanuel (Charles Edwards) stützt, der von dieser Bewegung (neben Haile Selassie als 'Jah Rastafari') als schwarzer Messias betrachtet wird.
Capleton wird auch „the prophet“, „Fireman“ oder „king shango“ genannt.
Seine Halbschwester Aleen Bailey wurde 2004 Olympiasiegerin mit der jamaikanischen 4-mal-100-Meter-Staffel.

## Musikalischer Stil

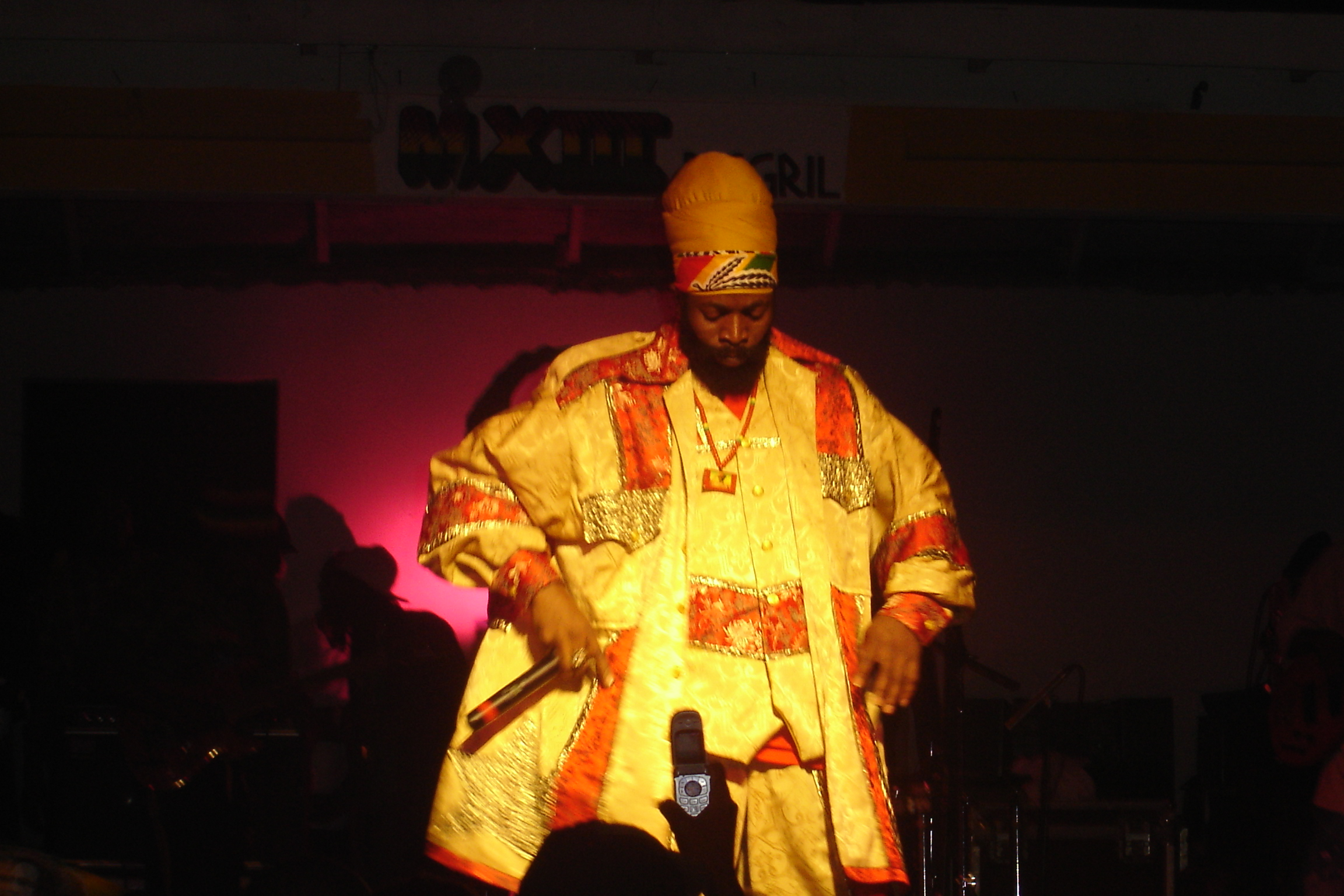
Capleton live beim Bob Marley Birthday Bash 2K6 im MX3 in Negril

Kritiker bemängeln vor allem Capletons Dancehall-Tunes, die meistens auf einer sogenannten „Punchline“ basieren und nur wenig Inhalt vermitteln. Vor allem andere Rastafari-Interpreten (z. B. Luciano) kritisieren, dass dies nicht ihrer Philosophie entspräche.
Seine Roots-Reggae Tunes werden hingegen in der Regel von dieser Kritik ausgenommen. Capleton ist einer der Begründer des Conscious Reggae, einer modernen Form des Roots Reggae mit meist spirituellen und politischen Texten.
Er ist heutzutage wohl einer der prominentesten und engagiertesten Vorkämpfer für die Philosophie des modernen Rastafaritums. Seine Tracks gelten zusammen mit denen von Anthony B und Sizzla als die aufgeladensten und eindringlichsten der Szene. Viele Aufnahmen seiner Live-Auftritte (beispielsweise in St Vincent auf Jamaika) haben annähernd Kultstatus in Reggaekreisen. Er wird bewundert für den enormen emotionalen Ausdruck, den er in seine Texte legt, und sich dabei teilweise in Formen der Ekstase steigert, mit denen er Massen anzustecken vermag.

## Homophobie-Kontroverse
Capletons Texte enthalten teilweise homosexuellenfeindliche Passagen (auch Battyman-Tunes genannt). Konzerte außerhalb Jamaikas wurden deshalb bereits boykottiert, abgesagt oder von Protesten durchzogen.
In manchen Textpassagen allerdings hört man auch Sätze, die nicht schwulenfeindlich sind, sondern gleiche Rechte für alle fordern, wie zum Beispiel in dem Lied "That Day will come", in dem Capleton singt:
Equal rights and justice for all, Rise and never fall 
Capleton gibt an, an das Prinzip des „word, sound and power“ zu glauben – daran, dass nur das ehrlich ausgesprochene, menschliche Wort allmächtig und Gewalt nur in den seltensten Fällen (Schutz des eigenen Lebens) gerechtfertigt ist.
Er verteidigt seine Texte damit, dass viele Begriffe der Rasta-Philosophie, die er in seinen Liedern wiedergibt, missinterpretiert würden. Der Aufruf „Fire bun batty bwoy!“ („Das Feuer möge den Schwulen verbrennen!“) beispielsweise, sei metaphorisch zu verstehen. Das Feuer werde dabei nicht als Erscheinung der chemischen Verbrennung verstanden, sondern als bildhafter Ausdruck für die „reinigende Kraft Gottes“.
Der vordergründig zur Gewalt aufrufende rhetorische Stil, in welchem er das westliche System verurteilt, sei nicht wörtlich zu nehmen, sondern solle die Wut der Rastafaris gegenüber der Weltordnung darstellen. Kriege, Materialismus, Ausbeutung, Umweltzerstörung, die ungerechte Verteilung von Wohlstand und Möglichkeiten, Anpassungszwang und auch die Abkehr von dem traditionellen und als natürlich empfundenen Geschlechterverhältnis von Mann und Frau durch die gesellschaftliche Etablierung der Homosexualität – all das empfinden einige Rastafaris als ablehnenswert, und Capleton ist ein lautstarker Verkünder dieser Ansichten.
Kritiker bemängeln, dass diese Hintergründe sich einem durchschnittlichen europäischen Konsumenten nicht erschlössen, da dieser i. d. R. nur die Liedtexte kenne, nicht aber die weitergehenden Aussagen des Künstlers oder der Rastafari-Philosophie. Darüber hinaus stünden einige der Aussagen der Rastafari-Philosophie (insbesondere bzgl. Geschlechterrollen und Homosexualität) im Widerspruch zu den Prinzipien pluralistischer westlicher Gesellschaften.
Trotz Unterschrift unter den Reggae Compassionate Act (RCA) 2008 wurde ein Konzert in der Schweiz und die USA Tour 2010 abgesagt, nachdem neue Hass-Videos von ihm bei YouTube aufgetaucht waren.
Zuletzt betonte Capleton, dass er gegen Gewalt und jeglichen Hass sei. Er hoffte seine Texte würden entsprechend seiner Absicht in einem metaphorischen Sinne verstanden werden. Da allerdings gerade dieser Aspekt in der Vergangenheit zu Protesten gegen seine Person und dessen Auftritte führte, versicherte er nunmehr: „In Zukunft übernehme ich die Verantwortung, dass solche textlichen Missverständnisse vermieden werden.“
Im Jahr 1994 war er zu den Rastafari konvertiert.

## Diskografie

### Singles
- Lotion Man (1991)
- Double Trouble feat. General Levy (1992)
- Alms House (1993)
- Good So (1994)
- Prophecy (1995)
- I Testament (1997)
- One Mission feat. Anthony B (1998)
- More Fire (2000)
- Still Blazin (2002)
- Reign of Fire (2004)
- The People Dem (2004)
- Free Up (2006)
- Rebel Heart (2006)
- Rise Them Up (2007)
- Bun Friend (27. Juni 2008)
- Liberation Time (Azad feat. Capleton) (2009)
- I-Ternal Fire (2010)